# Паанаярви (национальный парк)

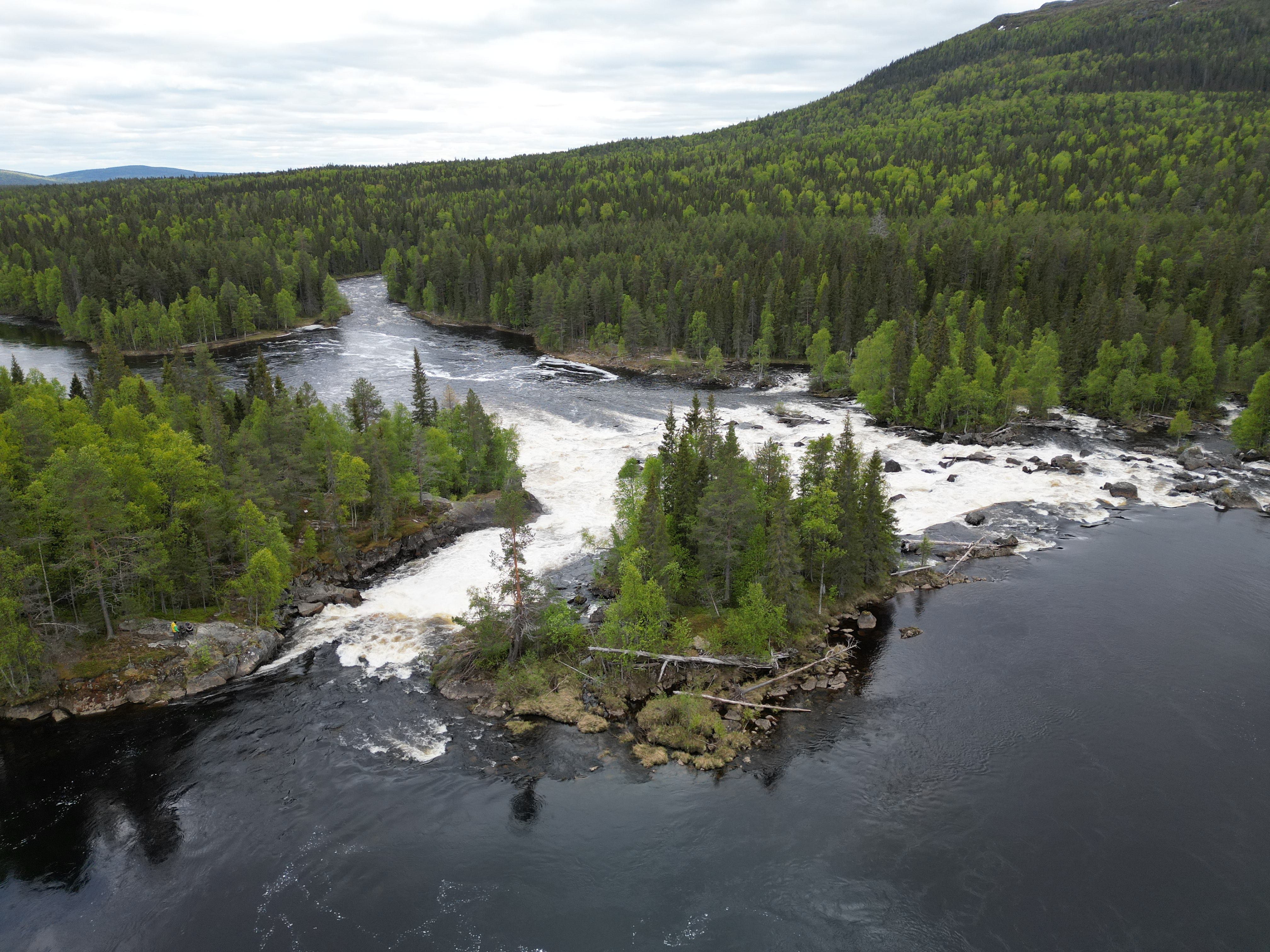
Вид на водопад Киваккакоски

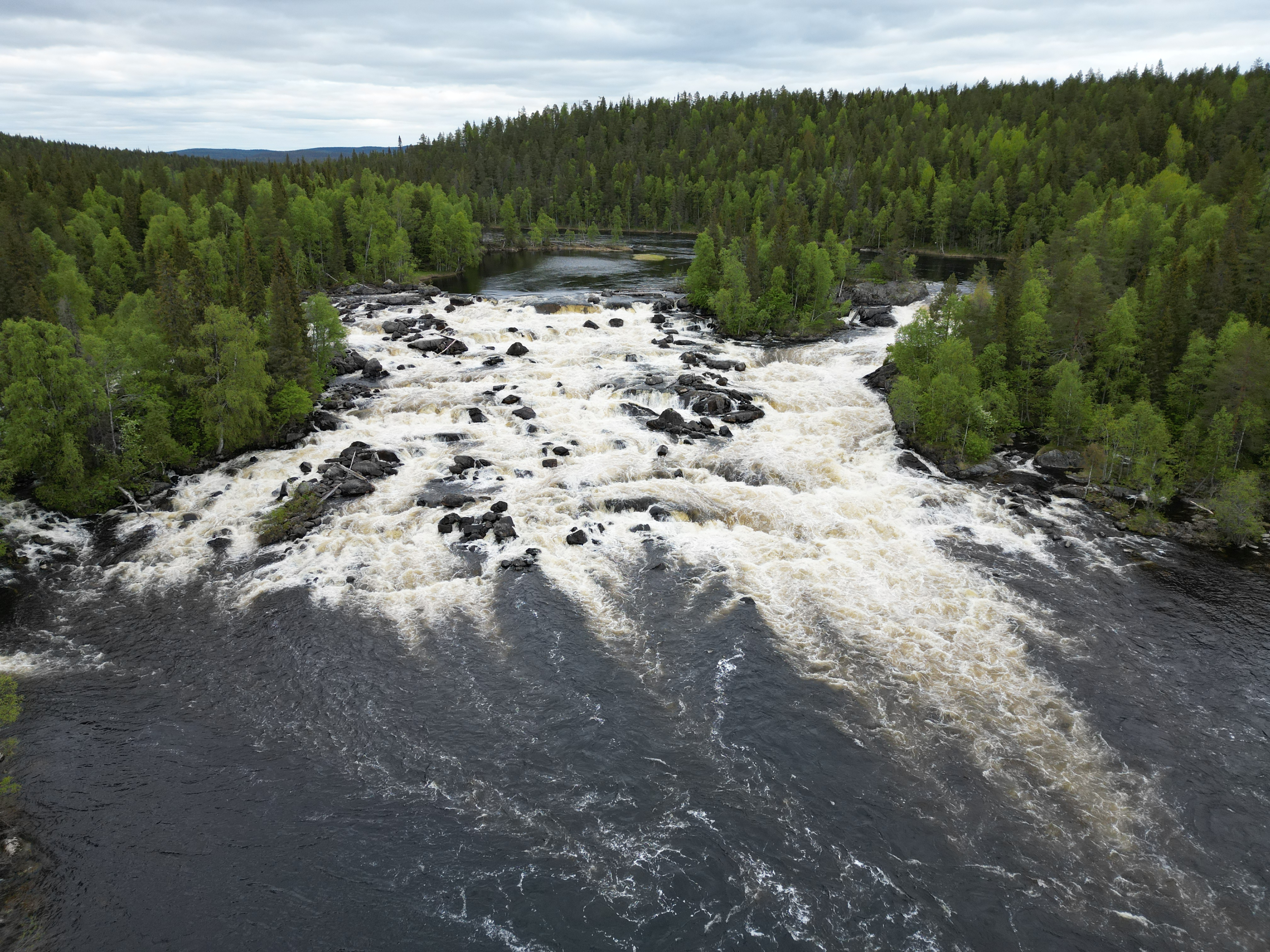
Фото водопада Киваккакоски

Па́анаярви — государственный национальный парк в Лоухском районе Республики Карелия, особо охраняемая природная территория.

## Общие сведения
Образован постановлением Правительства России № 331 от 20 мая 1992 года «в целях сохранения уникальных природных комплексов озера Паанаярви и бассейна реки Оланги, использования их в природоохранных, рекреационных, просветительных и научных целях».
Является Федеральным государственным бюджетным учреждением, подведомственным Министерству природных ресурсов и экологии Российской Федерации. Это особо охраняемая природная территория Федерального значения.

## Административные и общественные организации
Код междугородной телефонной связи 814—239
- Дирекция: Лоухский район, п. Пяозерский, ул. Дружбы, д. 31, т. 3-87-43
- Отделение связи: 3-83-57 (кроме воскр., понедельника).
- Больница: п. Пяозерский, ул. Дружбы, д. 22, т. 3-83-49

На территории парка организована устойчивая радиосвязь. Радиостанции выдаются инструкторам тургрупп. Весь парк попадает под режим пограничной зоны.

## География парка

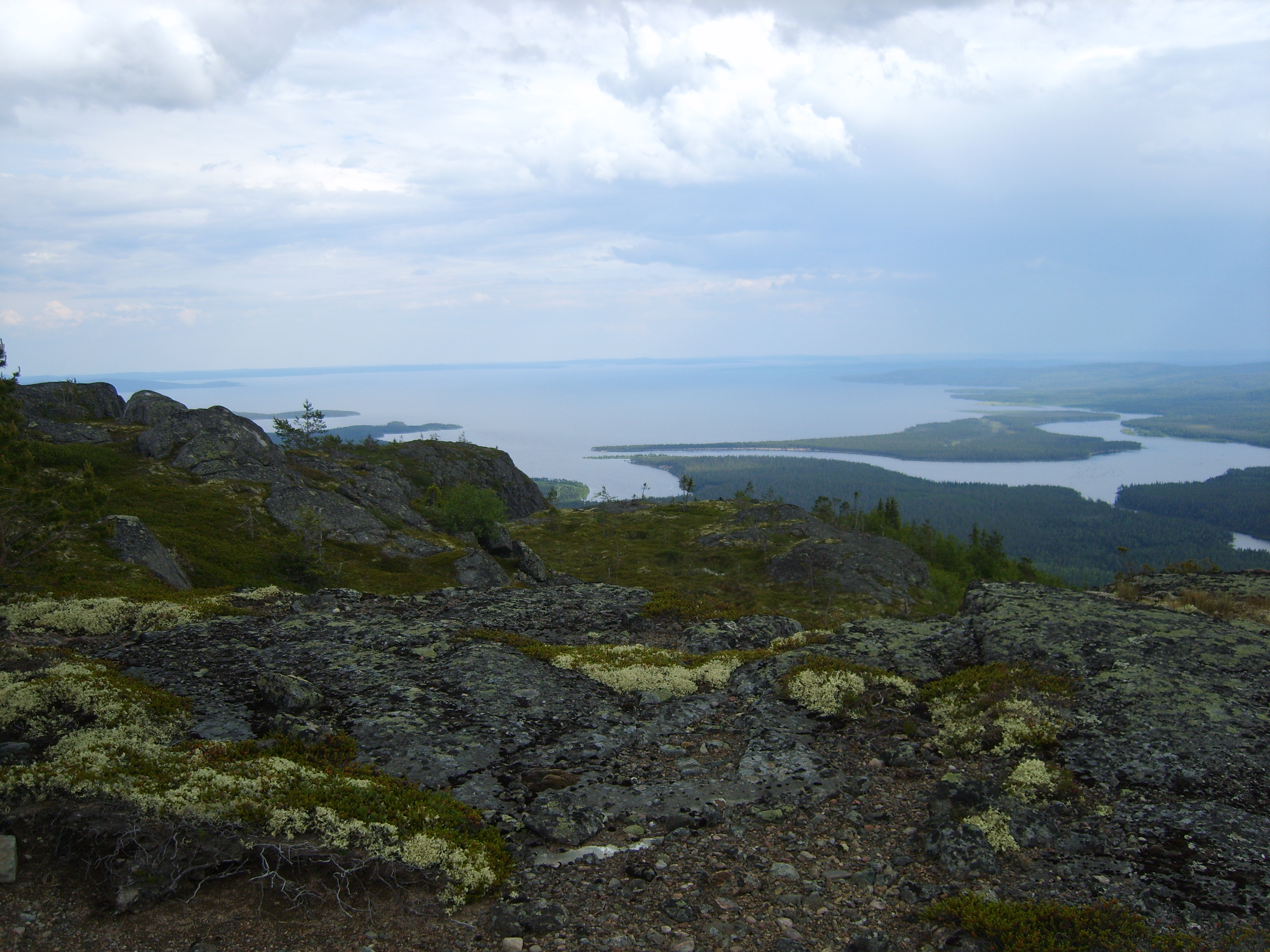
Вид на Пяозеро с горы Кивакка

Национальный парк расположен вблизи Северного полярного круга на северо-западе Республики Карелия, на территории Лоухского района. Западная граница его совпадает с государственной границей России с Финляндией. Со стороны финской границы к «Паанаярви» примыкает национальный парк «Оуланка», образованный в 1956 году в Финляндии.
Площадь национального парка составляет 103,3 тыс. га. Лесные земли занимают 78 тыс. га (75,5 %), в том числе покрытые лесом земли — 77,5 тыс. га (75,0 %). Площадь нелесных земель 25,3 тыс. га (24,5 %), в том числе: воды — 10,9 тыс. га (10,6 %), болота — 13,0 тыс. га (12,6 %), дороги и просеки — 0,2 тыс. га (0,2 %), остальные 1,2 тыс. га (1,1 %) — прочие земли. На территории парка населённых пунктов нет.

### Функциональное зонирование

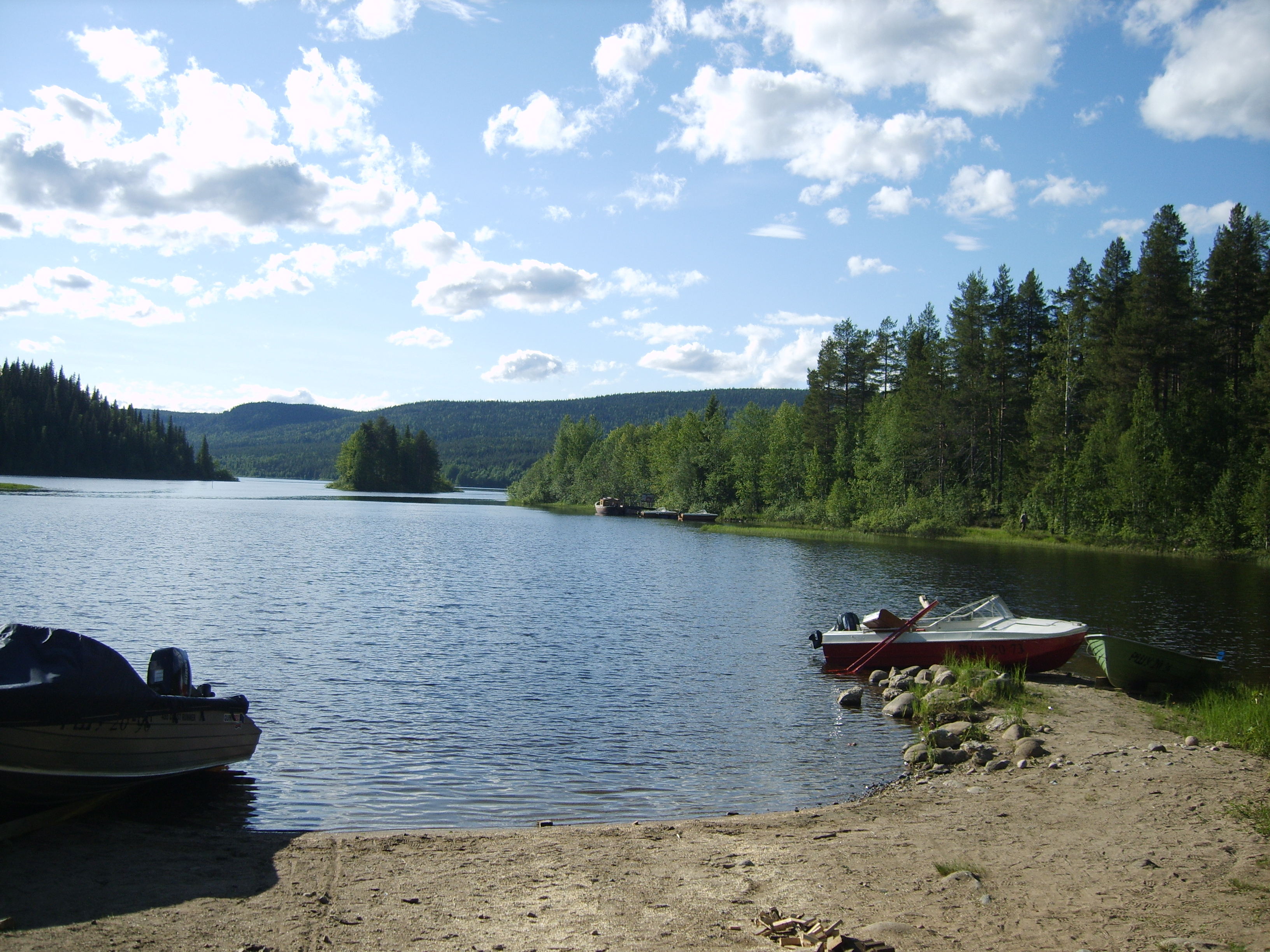
Вид на озеро Паанаярви

Согласно проектным решениям территория парка подразделяется на 5 функциональных зон с различным режимом охраны и использования:
- Зона специального режима — 6,9 тыс. га (7 % общей площади) — это погранполоса;
- Зона заповедного режима — 19,0 тыс. га (18 %);
- Зона познавательного туризма — 5,2 тыс. га (5 %);
- Зона регулируемого рекреационного использования — 71,6 тыс. га (69 %);
- Зона обслуживания посетителей — 0,8 тыс. га (1 %).

Климат
Преобладающее направление ветра зимой — юго-западное, летом — северо-восточное. По агроклиматическому районированию бассейн озера Паанаярви относится к Маанселькскому агроклиматическому подрайону, который характеризуется как холодный, с продолжительной и суровой зимой, и коротким безморозным периодом. Среднегодовая температура приближается к 0 °C, а количество осадков составляет 500—520 мм. Самое тёплое время — июль (+15 °C), самое холодное — январь-февраль (−13 °C). Средняя высота снежного покрова около 70—80 см, но часто больше метра.
На территории парка имеется несколько гор, входящих в десятку самых высоких в Карелии: гора Лунас — 495 м, гора Кивакка — 499 м, гора Мянтютунтури — 550 м. Достопримечательность парка: фьельд Нуорунен — 577 м — самая высокая гора во всей Карелии. На крутых склонах гор встречаются своеобразные «висячие» болота — одна из достопримечательностей этого района.
В районе расположения парка 15 крупных геологических объектов и 54 отдельных памятника, представляющих большую научную ценность. К объектам мирового значения отнесены расслоённые интрузии Кивакка и Ципринга (горы Пяйнур), Нуоруненский гранитный массив, Паанаярвский раздвиг со скалой Рускеакаллио, отрезок Паанаярви-Кандалакшского глубинного разлома и древняя система водноледниковых дельт рек Оланги-Ципринги.

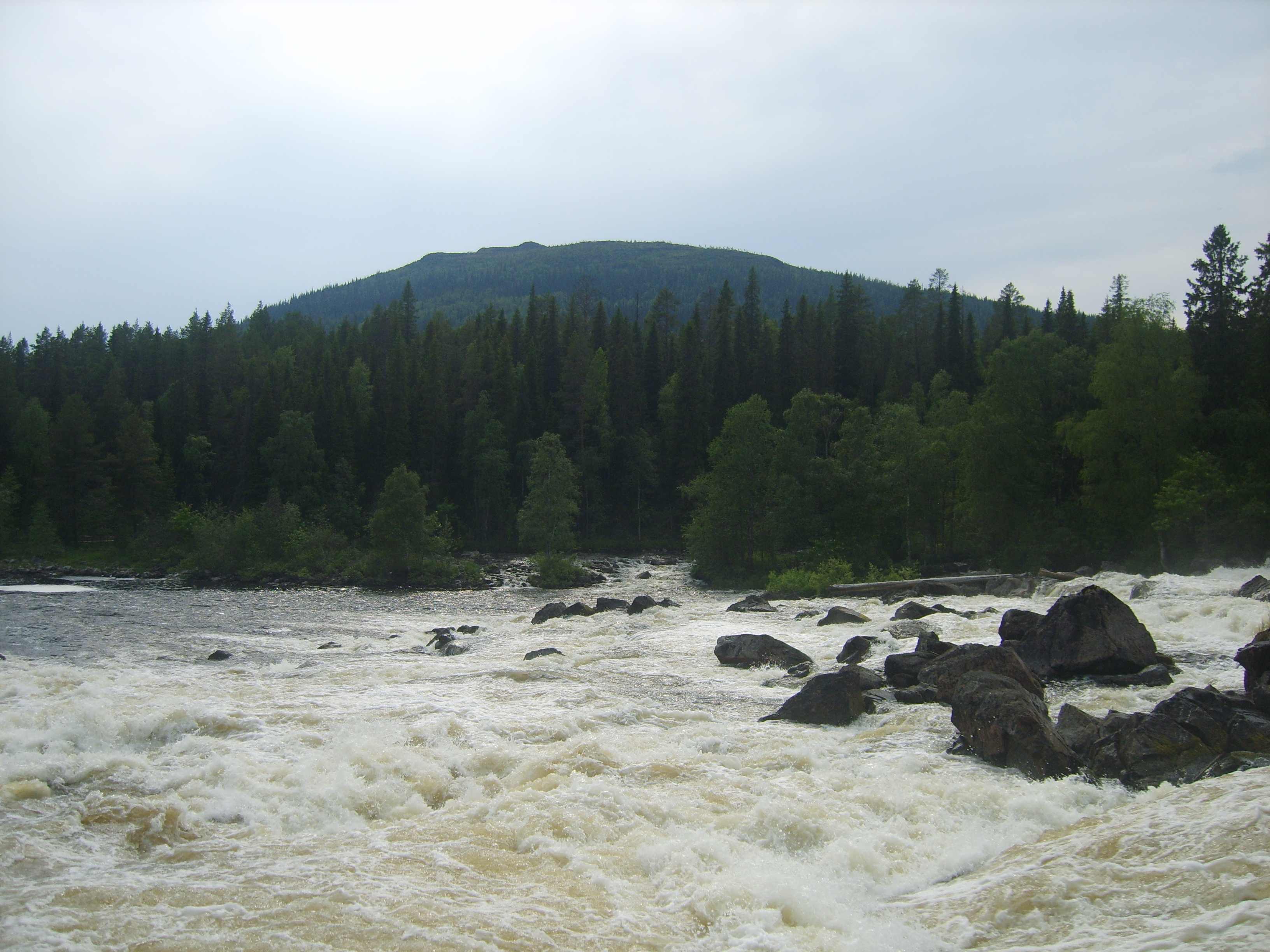
Вид на гору Кивакка с водопада Киваккакоски

Озеро Паанаярви — уникальный природный объект. Его размеры: 24 км в длину, 1,4 км максимально в ширину, оно имеет глубину 128 м. Оно относится к самым глубоким малым озёрам мира. В чаше озера находится почти 1 км³ чистейшей воды, насыщение кислородом которой на больших глубинах (60—80 м) самое высокое среди других озёр. Долина озера окружена сравнительно высокими горами, что создаёт особый микроклимат. Зимой холодные воздушные массы стекают с гор в долину озера, в сильные морозы разница температур может достигать 20°. Регистрировались отрицательные температуры, близкие по значению к полюсу холода северного полушария. Но с апреля по сентябрь здесь заметно теплее, чем в окрестностях. Подобная экстремальность температур бассейна Оланги-Паанаярви позволяет считать район парка самым континентальным местом Фенноскандии.
Зимой световой день короток, наблюдаются многочисленные «северные сияния». Летом солнце заходит за горизонт на 2—3 часа.

## Флора и фауна
На территории «Паанаярви» зарегистрировано 623 вида высших сосудистых растений, из них более 70 видов занесено в Красные книги Фенноскандии, Финляндии и Карелии.
В национальном парке обитает 42 вида млекопитающих и 171 вид птиц. Широко распространены лось, медведь, рысь, росомаха, волк, лисица, куница, заяц-беляк, белка, норка, горностай, ласка, полёвки и землеройки.

## История

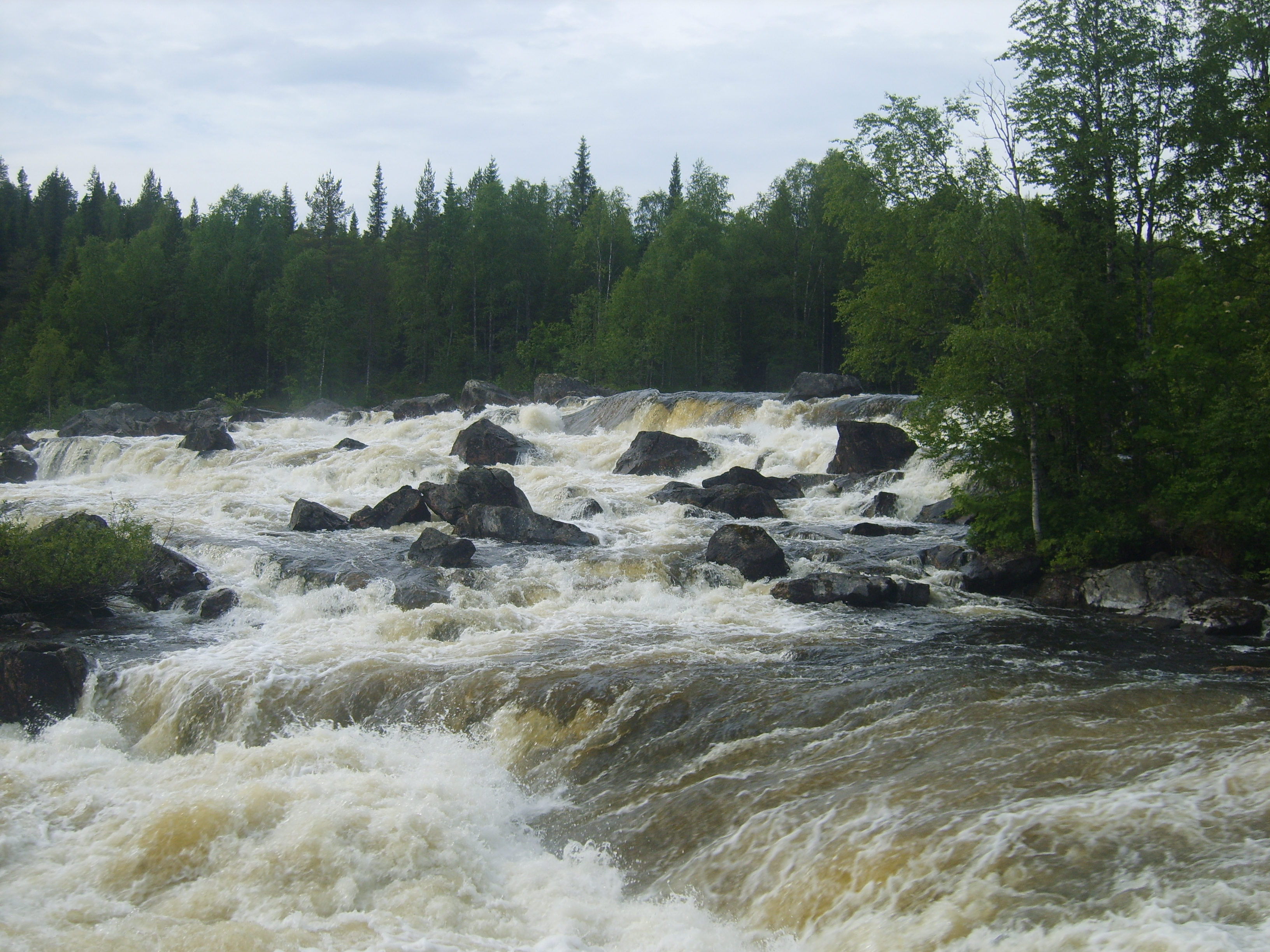
Водопад Киваккакоски (Киваккский порог)

Первые люди появились в Паанаярви в 5—6 тысячелетиях до нашей эры. Древнейшее население Паанаярви занималось собирательством, охотой и рыболовством. Об этом свидетельствуют каменные инструменты и глиняная посуда, обнаруженные на берегах озёр Паанаярви и Пяозеро. Найденное крестьянами в конце XIX века каменное долото хранится в Национальном музее в Хельсинки. В послевоенный период на берегах Пяозера было обнаружено полтора десятка древних стоянок различных эпох (от каменного до железного веков).
В XII—XIV веках район Паанаярви, как и вся северная Лапландия, входил в состав земель Новгорода Великого. В 1595 году Паанаярви, ставшее практически ничьим после разгрома Новгорода Иваном IV, вошло в состав Королевства Швеция.
1673 — указом короля Швеции Карла XI Лапландия была открыта для нового заселения и переселенцам было предоставлено освобождение от всех налогов на 15 лет.
1769 — на Паанаярви появилось первое финское поселение.
1809 — согласно мирному договору между Россией и Швецией Паанаярви вместе со всей остальной Финляндией стало частью Российской империи.
В 1849 году произведено окончательное уточнение границы между Россией и автономным Великим княжеством Финляндским, в результате чего озеро Паанаярви полностью оказалось на территории Финляндии. К концу XIX века в деревне жило около 450 человек.
1890 — начала рубку леса российская лесопромышленная компания Русанова. Сплав леса шёл по реке Оланга.
На рубеже XIX—XX веков Паанаярви стал популярным туристическим центром.
1917 — Финляндия обрела независимость. Граница закрылась на замок, прервались традиционные торговые связи с Беломорьем.
1937 — сооружена церковь.
После окончания советско-финской зимней войны территория в 165 340 гектаров вокруг Паанаярви отошла к СССР. В 1941 году, после начала советско-финской войны, территорию заняли войска Финляндии и немецкого вермахта. В 1944 году, после заключения перемирия, территория снова перешла к СССР.